# Rai (Klan)

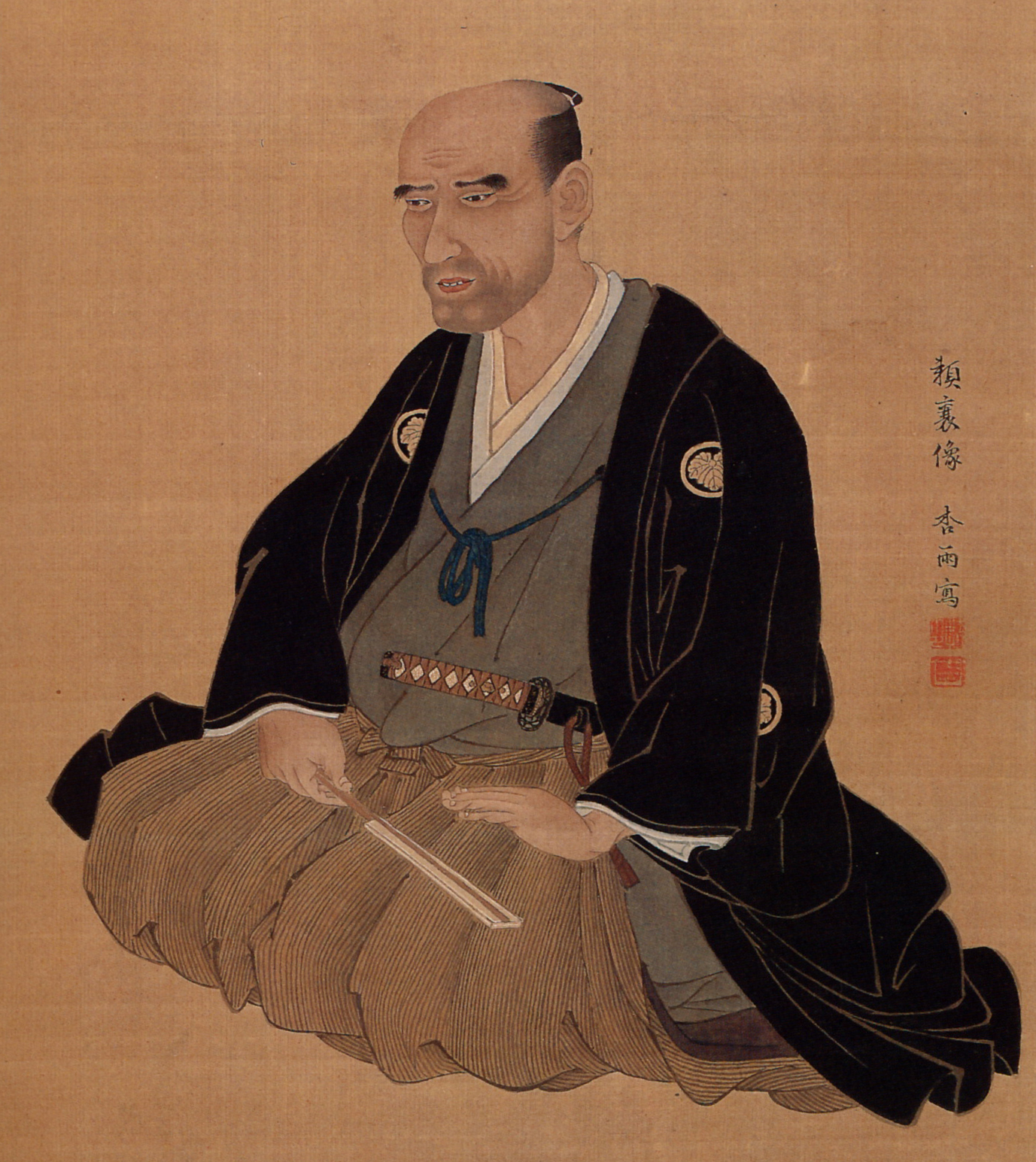
Rai San’yō

Die Rai (japanisch 頼氏 Rai-shi) waren eine japanische Familie von berühmten Gelehrten und Dichtern, die im 18. und 19. Jahrhundert aktiv waren.

## Genealogie
- Shunsui (春水; 1746–1816), geboren in Aki, ging 1766 nach Osaka und studierte dort unter dem Konfuzianisten und Dichter Katayama Hokkai (片山 北海; 1723–1790). Er wurde 1781 Konfuzianist des Hiroshima-han und war später an der Residenz des Han in Edo tätig. Er war auch Lehrer an der Shōhei-Schule (昌平黌 Shōhei-kō). Er ist der Autor zahlreicher geschätzter historischer Werke: Fushin-shi, Shiyū-shi (師友志), Ittoku-roku, Zaishin-kiji (在津紀事), Zaikō-kiji, Takehara-bunchū, Shunsui-ikō (春水遺稿), Gakutō-ben (学統弁), Geibikōgi-den (芸備孝義伝) und anderer.
- San’yō (山陽; 1780–1832), Shunsuis Sohn, war ein bedeutender Historiker. In seinen beiden Hauptwerken, Nihon-gaishi (日本外史) und Nihon-seiki (日本政記), setzte er sich für die Wiederherstellung der kaiserlichen Macht ein.
- Mikisaburō (三樹三郎; 1825–1859), San’yōs dritter Sohn, lebte in Kyōto und führte die Ideen seines Vaters fort. Zusammen mit Yanagawa Seigan und Umeda Umbin (梅田 雲浜; 1815–1859) setzte er sich für die Wiederherstellung der kaiserlichen Macht ein. Von Kaisers Kōmei erhielt er den Auftrag, Tokugawa Nariaki des Mito-han für die Vertreibung der Ausländer zu gewinnen. Dies wurde jedoch dem Kanzler des Shōguns, Ii Naosuke bekannt, der ihn mit 30 Anhängern festnehmen ließ.[A 1] Mikisaburō wurde nach Edo gebracht und enthauptet.